# The Story of the Blood Red Rose
The Story of the Blood Red Rose est un film muet américain réalisé par Colin Campbell et sorti en 1914.

## Fiche technique
- Réalisation : Colin Campbell
- Scénario : Lanier Bartlett, d'après une histoire de James Oliver Curwood
- Date de sortie : États-Unis : 11 novembre 1914

## Distribution
- Kathlyn Williams : Godiva
- Wheeler Oakman : Paolo
- Charles Clary : Le Roi d'Urania
- Camille Astor : la sorcière Hagar
- Eugenie Besserer : La Reine d'Urania
- Frank Clark : Sancho